# Paedohexacinia clusiosomopsis
Paedohexacinia clusiosomopsis är en tvåvingeart som beskrevs av Hardy 1986. Paedohexacinia clusiosomopsis ingår i släktet Paedohexacinia och familjen borrflugor. Inga underarter finns listade i Catalogue of Life.